# 澗鼠屬
澗鼠屬（学名：Rheomys），哺乳綱、囓齒目、倉鼠科的一屬啮齿动物，而與澗鼠屬（盜澗鼠）同科的動物尚有登鼠屬（南方登鼠）、南美水鼠屬（南美水鼠）、椏鼠屬（椏鼠）、美洲禾鼠屬（棕禾鼠）等之數種哺乳動物。

## 下属物种
本属包括以下物种：
- 墨西哥涧鼠 Rheomys mexicanus Goodwin, 1959
- Rheomys raptor Goldman, 1912
- Rheomys thomasi Dickey, 1928
- Rheomys underwoodi Thomas, 1906